# Blake Brettschneider
Blake Brettschneider (Lilburn, 11 aprile 1989) è un ex calciatore statunitense, di ruolo attaccante.

## Carriera
Dopo aver trascorso due stagioni nella USL Premier Development League rispettivamente con l'Atlanta Silverbacks e l'Atlanta Blackhawks, viene acquistato dal D.C. United nel 2011. Il 6 marzo 2012, essendo stato rilasciato dal D.C. United, si unisce al New England Revolution. Rilasciato anche dal New England Revolution, nel 2013 trova un nuovo contratto con il Rochester Rhinos, squadra di calcio militante nel campionato USL Pro.